# Toyota i-REAL
La Toyota i-REAL è una "Personal Mobility Concept" presentata nel 2007 e progettata per poter essere messa in vendita intorno al 2010 ma mai effettivamente prodotta. Si tratta di uno sviluppo dei veicoli "Personal Mobility" creati precedentemente, tra cui la Toyota i-Unit e Toyota i-Swing. Come i suoi predecessori l'i-REAL è fornita di 3 ruote alimentate elettricamente alimentandosi con delle batterie agli ioni di litio.

## Descrizione
Nella modalità a bassa velocità, il veicolo è in posizione verticale, e si muove a 'passo d'uomo' e a altezza simile alla vista dei pedoni, senza occupare una grande quantità di spazio. In modalità alta velocità, la i-REAL si estende in lunghezza facendo indietreggiare la singola ruota posteriore per migliorare l'aerodinamica e la stabilità del veicolo, permettendogli di raggiungere una velocità di 30 km/h. Nelle curve la ruota più esterna si estende per evitare che il veicolo si ribalti.
Ci sono due joystick, uno per ogni mano. Entrambi i joystick controllano il veicolo, così sia i destrorsi sia i mancini possono utilizzare l'i-Real allo stesso modo. Si spinge il joystick in avanti per andare avanti, a sinistra per andare a sinistra, a destra per andare a destra e si tira indietro per fermarsi. I sensori perimetrali rilevano quando una collisione con una persona o un oggetto è imminente e avvisa il guidatore emettendo un suono e una vibrazione. Allo stesso tempo, avvisa le persone intorno ad esso dei suoi movimenti attraverso l'uso di luci e suoni.
L'i-REAL è stata utilizzata a Top Gear sulla BBC nel 2008 da Richard Hammond .